# My 3
My 3 je debutové album hip hopové skupiny Indy & Wich.

## O albu
Album je bráno jako jedno z průkopnických českého hip hopu. Bylo vydáno na nezávislém labelu Mad Drum Records, přesto se dokázalo dostat k mainstreamovému publiku. Skupina si albem vysloužila nominaci na "nováčka roku" cen Anděl. Album vyšlo v reedici v roce 2018.

## Seznam skladeb
1. "Intro"
2. "Síla slova" (ft. Eldo)
3. "Téma"
4. "Skit"
5. "Noc je 1/2" (ft. Vec & Rytmus)
6. "My 3"
7. "Mít či nemít (Správnej beat)" (ft. A.L.I.)
8. "Skit"
9. "Bratři v rýmu" (ft. Dr. Kary)
10. "V jazycích propleteni" (ft. Ontoppadis)
11. "Skit"
12. "Otázky a odpovědi"
13. "D:\Jay" (ft. A.L.I.)
14. "Skit"
15. "Pohyb 2"
16. "Cesta štrýtu (02 remix)" (ft. PSH)
17. "Outro"